# Peter Ahlwardt
Peter Ahlwardt fue un filósofo y teólogo de Alemania nacido el 19 de febrero de 1710 y fallecido en 1791.

## Biografía
A pesar de la pobreza, estudió en Jena, manteniéndose con una estrecha economía y del modo que pudo, y posteriormente fue profesor de lógica y metafísica en Greifswald de la Pomerania.
Compuso algunos sermónes y disertaciónes filosóficas sobre la inmortalidad del alma y la libertad de Dios, una obra de brontoteología, matemáticas etc., y fundó una sociedad llamada de los abelitas, cuyos individuos debían hacer profesión de una sinceridad perfecta, y su máxima favorita era: prestad al asunto en que os ocupeís, por leve que sea, toda la atención de que sois capaces.

## Obra
- De potestate principis circa privilegia, 1750.
- Der abelit, Nabu Press, 2011.
- Divisionem arithmeticae....., 1736.
- Peter Ahlwardts, Oeffentlichen Lehrers der Weltweisheit..., Greiswald, 1753.
- Otras